# Jan Hammer
Jan Hammer (født 17. april 1948 i Prag, Tjekkiet) er en amerikansk pianist, multiinstrumentalist og fusionsmusiker født i Tjekkoslovakiet .
Hammer fik amerikansk statsborgerskab i (1968), og studerede klaver på Berklee School of Music i Boston. Han begyndte at spille og turnere med Sarah Vaughan, og indspillede herefter med bla.  Elvin Jones og Jeremy Steig i forskellige grupper. Hammer fik sit egentlige internationale gennembrud med gruppen Mahavishnu Orchestra (1970), som var et banebrydende orkester i fusionsmusikken. Han spillede senere med John Abercrombie, Jack DeJohnette, Jeff Beck, Al Di Meola, Tony Williams Group,  Mick Jagger, Billy Cobham , Stanley Clarke. Lenny White, Glen Moore, Carlos Santana, Harvey Mason etc. Han formede sin egen Jan Hammer group i (1976), som blandt andet også talte Jeff Beck. Hammer er også en kendt filmkomponist, bl.a. med temaet fra serien Miami Vice og Crockett's Theme. 

## Udvalgt diskografi
- The early years (1974) - i eget navn
- Make love (1976) - i eget navn
- Escape from television (1987)- i eget navn
- Snapshots (1989) - i eget navn
- The Inner Mounting Flame (1971) - med Mahavishnu Orchestra
- Birds of Fire (1972) - med Mahavishnu Orchestra
- Between Nothingness and Eternity (1973) - med Mahavishnu Orhestra
- Merry-Go-Round (1971) – med Elvin Jones
- Mr. Jones (1972) – med Elvin Jones
- The Prime Element (1973) – med Elvin Jones
- Elvin Jones is "On the Mountain" (1975) - med Elvin Jones
- The Joy of Flying (1979) - med Tony Williams
- Timeless (1974/1975) - med John Abercrombie og Jack De Johnette
- Spectrum (1973) - med Billy Cobham
- Stanley Clarke (1974) - med Stanley Clarke
- Introducing Glen Moore (1978) - med Glen Moore
- Earth Mover (1975) - med Harvey Mason
- Big City (1977) - Med Lenny White
- Elegant Gypsy (1977) - med Al Di Meola
- Splendido Hotel (1980) - med Al Di Meola
- Electric Rendezvous (1982) - med Al Di Meola
- Tour De Force – Live (1982) - med Al Di Meola
- Wired (1976) - med Jeff Beck
- Jeff Beck With the Jan Hammer Group Live (1977)
- There & Back (1980) - med Jeff Beck
- Flash (1985) - med Jeff Beck
- Beckology (1991) - med Jeff Beck
- Scenario (1984) - med Jeff Beck
- Who Else! (1999) - med Jeff Beck
- Love Devotion Surrender (1973) - med Carlos Santana